# Stade de Pointe-Noire
Le stade municipal de Pointe-Noire est un stade de la ville de Pointe-Noire en république du Congo. Construit en 1975, il porte le nom de stade de Casimir M'voulalea jusqu'en 2007.
Après des travaux réalisés en 2006, il est inauguré le 17 janvier 2007 à l'occasion de la Coupe d'Afrique des nations junior 2007, il compte 13 594 places.